# Jean-Henri Merle d’Aubigné

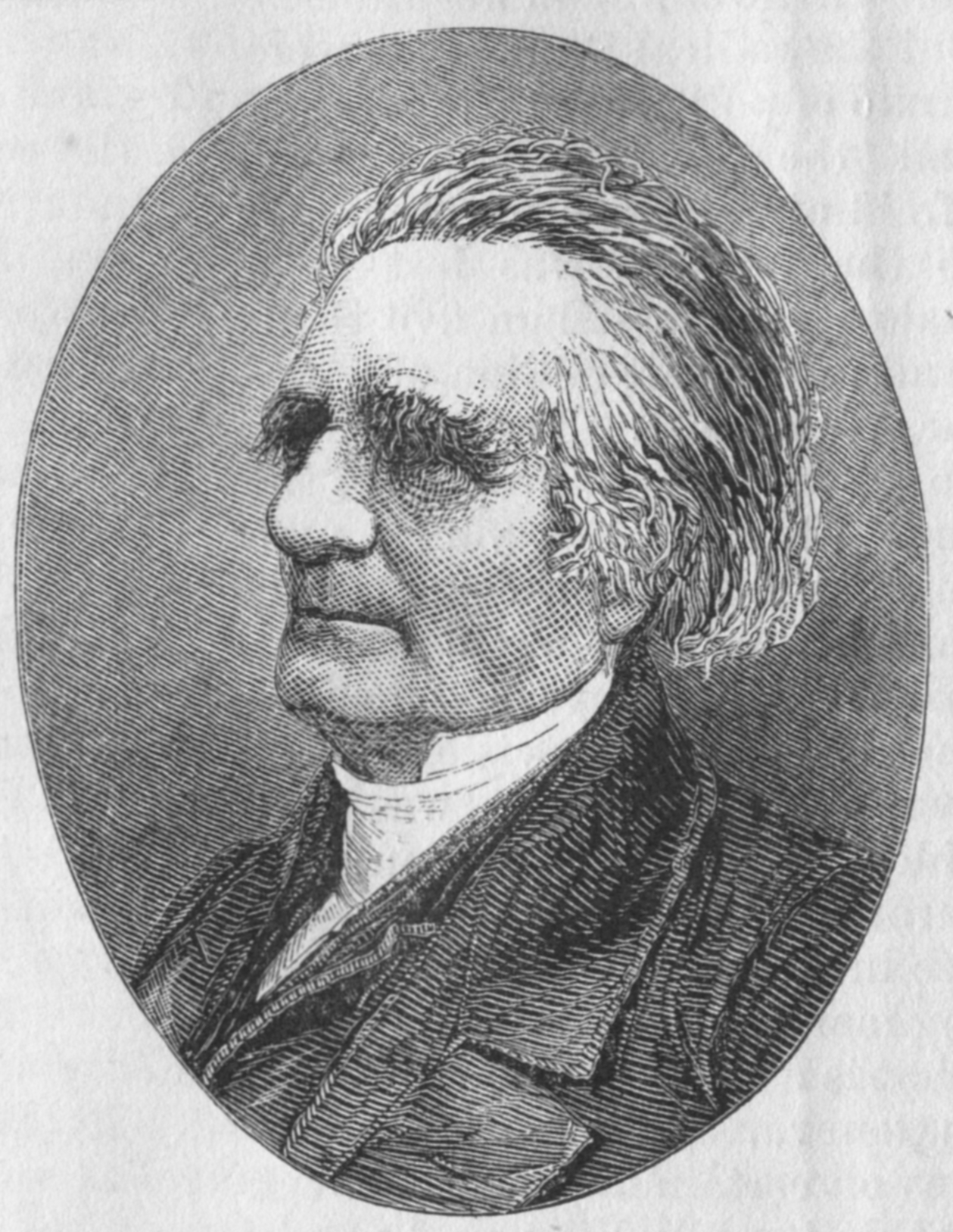
Jean-Henri Merle d’Aubigné.

Jean-Henri Merle d’Aubigné, född den 16 augusti 1794 nära Genève, död där den 21 oktober 1872, var en schweizisk franskspråkig reformert teolog och kyrkohistoriker, en av den schweiziska nypietismens banbrytare.
Merle d’Aubigné kom efter studier och prästerlig verksamhet i Hamburg och Bryssel 1830 åter till Genève. Där hade alltsedan 1810, i motsats till den indifferentism i andliga ting, som då rådde i därvarande statskyrka och kyrkostyrelse, en religiös rörelse uppstått, som gav upphov till en 1817 bildad friförsamling, Nouvelle église. 
Andra, som inte ville skilja sig från landskyrkan, men dock var genomträngda av iver för gammalkyrklig fromhet och rättrogenhetens återupplivande, bildade 1831 ett av präster och lekmän sammansatt sällskap, Société évangélique. För att utbilda fromma och bekännelsetrogna präster upprättade detta sällskap i Genève bredvid därvarande teologiska fakultet en ny så kallad École de théologie.
Vid denna blev Merle d’Aubigné anställd som lärare. Tillika tjänstgjorde han som predikant vid den av nämnda sällskap inrättade gudstjänst i en bönesal (franska oratoire), varav församlingen fick namnet "Oratoireförsamlingen". Då statskyrkostyrelsen förbjöd honom jämte två av hans vänner, som likaledes uppträtt i bönehuset, varje ämbetsförrättning inom kantonens område, gav detta anledning till Oratoireförsamlingens lösslitande från statskyrkan och förening med den förut nämnda Nouvelle église. 
Föreningen skedde 1849, och den sålunda förenade frikyrkan antog namnet Église évangélique. Trots att Merle d’Aubigné var uppriktigt tillgiven sin kyrkas lära och även uttalade sig mot varje inte nödtvungen skilsmässa mellan stat och kyrka, var han dock närmast liberal i avseende på teologiska frågor, bibehöll ständigt tanken på ett närmande mellan alla kristna och ivrade framför allt för praktisk kristendom. 
Bland hans många skrifter kan nämnas i synnerhet Histoire de la réformation en Europe du XVI:e siècle au temps de Luther (5 bd, 1835–53; "Det sextonde århundradets reformationshistoria", 3 band, 1856–63, flera upplagor), Histoire de la réformation en Europe au temps de Calvin (8 band, 1863–78; "Reformationen i Europa på Calvins tid", 1874–79),
The Protector, a Vindication (1848; även på franska: Le protecteur, ou la république d'Angleterre aux jours de Cromwell (Oliver Cromwell), 1849; "Protektorn eller republiken i England på Cromwells tid", 1865) samt Trois siècles de luttes en Écosse (1850; "Trehundraårig strid för kyrklig frihet", 1868).